# Giorgio Cornaro
Giorgio Cornaro (Veneza, 1648 - Pádua, 10 de agosto de 1722) foi um cardeal do século XVII

## Biografia
Nasceu em Roma em 1º de agosto de 1658, Veneza. De família muito respeitada e nobre, que pertencia à linhagem S. Polo do ramo Cornaro della Regina da família. Segundo dos sete filhos de Federico Cornaro e Cornelia Contarini. Os outros irmãos eram Giovanni (doge de Veneza); Chiara; Francisco; Lucrécia; Helena; e Adriana. Seu nome de batismo era Giorgio Basilio. Sobrinho-neto do cardeal Federico Cornaro, iuniore (1626). Tio-avô do cardeal Antonio Marino Priuli (1758), por parte de mãe. Outros cardeais da família foram Marco Cornaro (1500); Francesco Cornaro, sênior (1527); Andrea Cornaro (1544); Luigi Cornaro (1551); Federico Cornaro, sênior , OSIo.Hieros. (1585); Francesco Cornaro, júnior (1596); e Giovanni Cornaro (1778). Seu sobrenome também está listado como Corner; e como Cornélio.
Estudou na Universidade de Pavia, onde obteve o doutorado in utroque iure , direito canônico e civil, em 1677.
Cavaleiro da Ordem Soberana de Malta com o título de grão-prior de Chipre, quando tinha quatro anos, em 1662. Anos depois, declinou o cargo de embaixador na França. Depois de viajar por toda a Europa, estabeleceu-se em Roma em 1690. Protonotário apostólico no pontificado do Papa Alexandre VIII, seu concidadão. Recebeu a tonsura clerical do Cardeal Gregorio Barbarigo, bispo de Pádua, futuro santo. Referendário dos Tribunais da Assinatura Apostólica da Justiça e da Graça. Presidente da Câmara Apostólica. Consultor da SC dos Ritos. Provvisore de Saúde e legado para o litoral Adriático durante o tempo da peste. Recebeu as ordens menores em 5 de abril de 1692; o subdiaconato em 6 de abril de 1692; e o diaconato em 7 de abril de 1692.
Ordenado em 8 de abril de 1692.
Eleito arcebispo titular de Rodi, em 5 de maio de 1692. Assistente do Trono Pontifício, em 7 de maio de 1692. Consagrado, em 11 de maio de 1692, igreja de S. Maria della Vittoria, Roma, pelo cardeal Giovanni Battista Rubini, bispo de Vicenza, assistido por Lorenzo Trotti, arcebispo-bispo de Pavia, e por Gregorio Giuseppe Gaetani de Aragonia, arcebispo titular de Neocaesarea em Ponto. Núncio em Portugal, 12 de maio de 1692; foi o primeiro núncio daquele reino a ser elevado ao cardinalato.
Criado cardeal sacerdote no consistório de 22 de julho de 1697; com um breve apostólico de 31 de julho de 1697, o papa lhe enviou o barrete vermelho; recebeu o chapéu vermelho em 10 de março de 1698; e o título de Ss. XII Apostoli, 7 de abril de 1698. Foi membro do SS.CC. de Bispos e Regulares, Ritos, Conselho e Sagrada Consulta . Transferido para a sé de Pádua, com título pessoal de arcebispo, em 26 de agosto de 1697. Participou do conclave de 1700, que elegeu o Papa Clemente XI. Participou do conclave de 1721, que elegeu o Papa Inocêncio XIII.
Morreu em Pádua em 10 de agosto de 1722. Exposto na catedral de Pádua; e sepultado no túmulo dos bispos de Pádua, naquela catedral, onde também repousaram outros seis bispos daquela diocese, membros de sua família.